# Liudi Invalidi
Lyudi Invalidy (cirílico Люди Инвалиды) [en español: "Gente Inválida"], es el cuarto álbum internacional del dúo de pop/rock ruso t.A.T.u.. Este disco contiene algunas canciones en ruso del disco Dangerous and Moving y fue lanzado el 20 de octubre de 2005 en Rusia.

## Lista de canciones
| N.º | Título                                           | Letras                                                               | Música                                             | Traducción             | Duración |  |
| 1.  | «Lyudi Invalidy (Intro)» (Люди-инвалиды (Intro)) |                                                                      | Ivan Shapovalov                                    | Gente inválida (Intro) | 0:49     |  |
| 2.  | «Novaya Model'» (Новая модель)                   | Valeriy Polienko                                                     | Sergio Galoyan                                     | Nuevo modelo           | 4:12     |  |
| 3.  | «Obezyanka Nol'» (Обезьянка ноль)                | Polienko                                                             | Andréi Pokutniy, Vladimir Adarichev                | Mono Número Cero       | 4:25     |  |
| 4.  | «Loves Me Not»                                   | Ed Buller, Andy Kubiszewski                                          | Buller, Kubiszewski                                | No me ama              | 3:13     |  |
| 5.  | «Kosmos» (Космос)                                | Polienko                                                             | Galoyan                                            | Cosmos                 | 4:09     |  |
| 6.  | «Ty Soglasna» (Ты согласна)                      | Polienko                                                             | Pokutniy, Adarichev                                | Te conformas           | 3:10     |  |
| 7.  | «Nich'ya» (Ничья)                                | Pasha Nekkermann, Polienko                                           | Nekkermann                                         | Nadie                  | 3:04     |  |
| 8.  | «Vsya Moya Lyubov'» (Вся моя любовь)             | Polienko, Martin Kierszenbaum                                        | Galoyan                                            | Todo mi amor           | 5:49     |  |
| 9.  | «All About Us»                                   | Josh Alexander, Billy Steinberg, Jessica Origliasso, Lisa Origliasso | Alexander, Steinberg, J. Origliasso, L. Origliasso | Todo sobre nosotras    | 3:01     |  |
| 10. | «Chto Ne Jvataet» (Что не хватает)               | Ivan Demian                                                          | Demian                                             | Que no baste           | 4:25     |  |
| 11. | «Lyudi Invalidy» (Люди-инвалиды)                 | Polienko                                                             | Shapovalov                                         | Gente inválida         | 4:36     |  |

## Información del álbum y Producción
Técnicamente, la producción de Lyudi Invalidy comenzó en 2003. Esto fue durante el 2003 cuando su productor introdujo los tracks "Lyudi Invalidy", "Ty Soglasna", "Nichya" y "Chto Ne Hvataet" para las chicas, y las canciones fueron grabadas. En ese tiempo, la primera versión de "Nichya" fue cantada en el "Show Me Love Tour". Los demos para las cuatro canciones fueron lanzados a los fanes, y escuchados en "Podnebesnaya", en este reality se grabaron "Ty Soglasna", Ya Budu, ésta por otras razones no se pudo incluir en el disco Ludi Invalidi. Después de separarse de Shapovalov, y ellas tuvieron una pausa, t.A.T.u. negoció con Shapovalov para que las canciones escritas y compuestas se regraben. La música fue reemplazada en todas las canciones, y algunas letras fueron alteradas. Cuando el álbum fue lanzado en 2005, solo acreditaron a Shapovalov por la canción "Lyudi Invalidi".
En Lyudi Invalidy hay dos canciones del álbum en inglés, "Loves Me Not" y "All About Us". En este álbum "Loves me Not" tiene una música diferente a la del álbum Dangerous And Moving. Es importante decir que esta versión de "Loves Me Not" no es un remix. Esta es la misma canción solamente que tiene un toque ruso frente a un Pop.

## Controversia de "Lyudi Invalidy"
El título de este álbum causó mucha confusión y controversia. Las palabras "Lyudi Invalidy" es traducida al español como "Personas Discapacitadas/Minusválidas/Inválidas," es más exacta como Gente Inválida. Sin embargo, el grupo en varias ocasiones ha declarado que significa moralmente las personas con discapacidad, que excluye la discapacidad en el sentido de lo físico.
t.A.T.u. recibió una demanda en noviembre de 2006, la República de Komi denunció el álbum y la canción por degradadar a las personas discapacitadas. Específicamente ellos estaban ofendidos por lo que decía en el folleto (que puede encontrarse más abajo), y la letra de la canción "Lyudi Invalidy". t.A.T.u. manifestó que no estaban preocupadas por haber sido demandadas, dijo Lena Katina y agregó que "por supuesto, nos referimos a moralmente inválidas, personas que no tienen alma ni sentimientos humanos." Cuando se le preguntó si tenía algo en contra de las personas con discapacidad, dijo que ella considera que es ofensivo referirse a las personas de ese término, y agregó "Nos tomamos fotos juntos y nos aseguramos de que tengan prioridad con los asientos [en conciertos]". No se han dado más noticias sobre la demanda, y se supone que se ha retirado. t.A.T.u. siempre comentaba el significado de "Lyudi Invalidy" en entrevistas.

## Controversia
A continuación se muestra en el folleto del CD, traducido del ruso, un texto que ha causado controversia.
... Personas Inválidas...

Nacen así y así mueren. No saben lo que significa ser una persona. Son la falsificación de la humanidad en base al dolor. Tienen pies; manos; otras partes del cuerpo; externamente son perfectos de los demás. Pero las personas inválidas no viven; funcionan. Sus funciones son descritas por las leyes de la mecánica y aún más por cuatro sentimientos: La crueldad; la estupidez; la avaricia; la infamia. Ж Г Ж П. Cualquier actividad suya es efectiva; vil; deshonrada y destructiva. Todos sus movimientos son malos, muy malos y horrorosos, Estos son resultados de las actividades diarias de las personas inválidas.

Vivimos entre ellos y notamos raramente esa gran falsedad humana....

## Sencillos
- (2005) Lyudi Invalidy es el único sencillo de este disco que solo se editó en Rusia,
- (2005)  All About Us y Loves Me Not también fueron singles, solo fueron rodados en radios de Rusia.

### Demos
- "Kosmos" (Lena Katina) — 4:40

Nota: demos grabados el 17 de enero de 2005 - 18 de abril de 2005, en Los Ángeles con Sergio Galoyan.
- "Obezyanka Nol'" (Lena Katina) — 4:36
- "Obezyanka Nol' (Acapella)" (Lena Katina) — 3:46
- "Vsya Moya Lyubov'" (Lena Katina) — 5:50

## Ventas
| Galardón | País/Ventas   |
| -------- | ------------- |
| Platino  | Rusia 300 000 |